# اچ‌ام‌اس استراتاگم (پی۲۳۴)
اچ‌ام‌اس استراتاگم (پی۲۳۴) (به انگلیسی: HMS Stratagem (P234)) یک زیردریایی بود که طول آن ۲۱۷ فوت (۶۶ متر) بود. این زیردریایی در سال ۱۹۴۳ ساخته شد.